# Tampa Bay Buccaneers 1982
La stagione 1982 dei Tampa Bay Buccaneers è stata la 7ª della franchigia nella National Football League. A causa di uno sciopero dei giocatori durato 57 giorni furono disputate solamente nove partite. Quell'anno non ci furono classifiche di division e venne temporaneamente ampliato il numero di squadre qualificate per i playoff. Fu l'ultima apparizione ai playoff della squadra sino al 1997.

## Scelte nel Draft 1982
|  | = Pro Bowler |

| Scelta | Giro               | Giocatore      | Ruolo          | College             |
| 1      | 17                 | Sean Farrell   | Guard          | Penn State          |
| 2      | 32 (da Chicago)    | Booker Reese   | Defensive End  | Bethune-Cookman     |
| 3      | 74                 | Jerry Bell     | Tight End      | Arizona State       |
| 3      | 83 (da San Diego)  | John Cannon    | Defensive End  | William and Mary    |
| 4      | 103 (da San Diego) | Dave Barrett   | Running Back   | Houston             |
| 5      | 128                | Jeff Davis     | Linebacker     | Clemson             |
| 6      | 158                | Andre Tyler    | Wide Receiver  | Stanford            |
| 7      | 185                | Tom Morris     | Defensive Back | Michigan State      |
| 8      | 212                | Kelvin Atkins  | Linebacker     | Illinois            |
| 9      | 242                | Bob Lane       | Quarterback    | Northeast Louisiana |
| 12     | 325                | Michael Morton | Running Back   | UNLV                |

## Calendario
| Stagione regolare |            |                       |             |      |                              |     |          |        |
| Turno             | Data       | Avversario            | Risultato   | Ora  | Stadio                       | TV  | Pubblico | Record |
| 1                 | 12/9/1982  | at Minnesota Vikings  | S 17–10     | 1:00 | Hubert H. Humphrey Metrodome | CBS | 58,440   | 0–1    |
| 2                 | 19/9/1982  | Washington Redskins   | S 21–13     | 4:00 | Tampa Stadium                | CBS | 66,187   | 0–2    |
| 3                 | 21/11/1982 | at Dallas Cowboys     | S 14–9      | 1:00 | Texas Stadium                | CBS | 49,578   | 0–3    |
| 4                 | 29/11/1982 | Miami Dolphins        | V 23–17     | 9:00 | Tampa Stadium                | ABC | 65,854   | 1–3    |
| 5                 | 5/12/1982  | at New Orleans Saints | V 13–10     | 1:00 | Louisiana Superdome          | CBS | 61,709   | 2–3    |
| 6                 | 12/12/1982 | at New York Jets      | S 32–17     | 1:00 | Shea Stadium                 | CBS | 28,147   | 2–4    |
| 7                 | 19/12/1982 | Buffalo Bills         | V 24–23     | 4:00 | Tampa Stadium                | NBC | 62,510   | 3–4    |
| 8                 | 26/12/1982 | Detroit Lions         | V 23–21     | 1:00 | Tampa Stadium                | CBS | 65,997   | 4–4    |
| 9                 | 2/1/1983   | Chicago Bears         | V 26–23 DTS | 1:00 | Tampa Stadium                | CBS | 68,112   | 5–4    |
| Playoff           |            |                       |             |      |                              |     |          |        |
| Primo turno       | 9/1/1983   | at Dallas Cowboys     | S 30–17     | 4:00 | Texas Stadium                | CBS | 65,042   | 5–5    |